# Narcissus pujolii
Narcissus pujolii är en amaryllisväxtart som beskrevs av Font Quer. Narcissus pujolii ingår i släktet narcisser, och familjen amaryllisväxter. Inga underarter finns listade i Catalogue of Life.